# Петушки (Смоленская область)
Петушки — деревня в Гагаринском районе Смоленской области России. Входит в состав Самуйловского сельского поселения. Население — 306 жителей (2007 год).
Расположена в северо-восточной части области в 33 км к северо-востоку от Гагарина, в 22 км западнее автодороги Р90 Тверь — Уваровка, на берегу реки Савинка. В 25 км севернее деревни расположена железнодорожная станция Княжьи Горы на линии Москва — Ржев.
- Вид на восточную часть Петушков
- В центре Петушков
- Многоквартирные дома
- Магазин

## История
В годы Великой Отечественной войны деревня была оккупирована гитлеровскими войсками в октябре 1941 года, освобождена в марте 1943 года.